# Hydractinia inabai
Hydractinia inabai is een hydroïdpoliep uit de familie Hydractiniidae. De poliep komt uit het geslacht Hydractinia. Hydractinia inabai werd in 1988 voor het eerst wetenschappelijk beschreven door Hirohito. 